# Tailandia del Este (región)

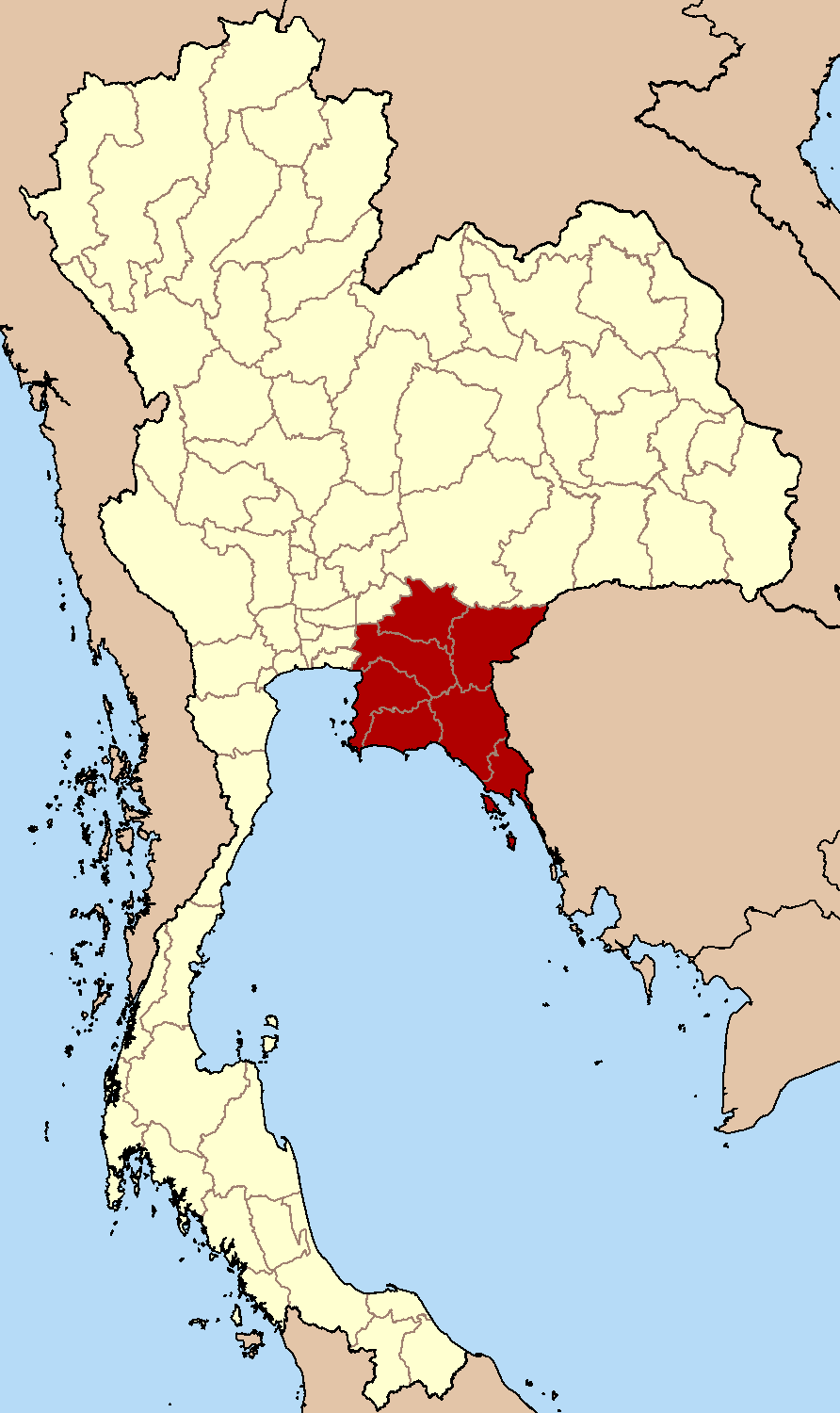
Tailandia del Este de acuerdo con el sistema de agrupación de seis regiones.

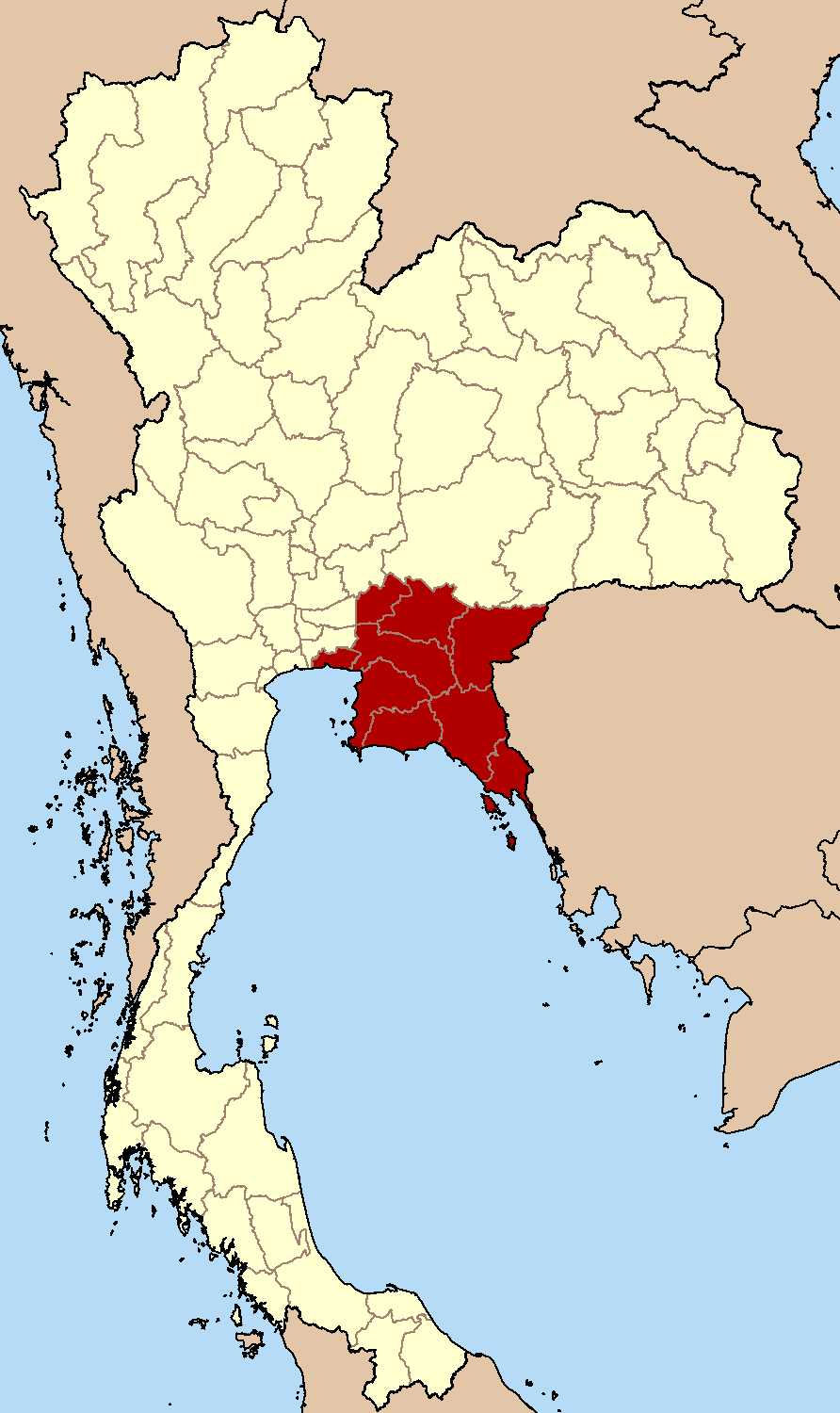
Tailandia del Este de acuerdo con el sistema de agrupación de seis regiones.

Tailandia del Este es una región de Tailandia, fronteriza con Camboya en el este y con Tailandia Central en el oeste.

## Geografía
Este de Tailandia se encuentra entre el rango Sankamphaeng, que forma una frontera natural con la meseta de Khorat en el norte y el Golfo de Tailandia, al sur. La geografía de la región se caracteriza por cadenas cortas de montaña se alternan con pequeñas cuencas de ríos de curso corto que desembocan en el Golfo de Tailandia.
La fruta es un componente importante de la agricultura en la zona, y el turismo juega un papel fuerte en la economía. Ubicación en la costa de la región ha ayudado a promover el desarrollo industrial litoral del este, un factor importante en la economía de la región.
Hay algunas islas del litoral de la costa del este de Tailandia, como Ko Si Chang, Ko Lan, Ko Samet y Ko Chang.

## Divisiones administrativas
De acuerdo con las seis regiones geográficas establecidas por el Consejo Nacional de Investigación de Tailandia, la región oriental incluye las siguientes provincias:
- Chachoengsao (ฉะเชิงเทรา)
- Chanthaburi (จันทบุรี)
- Chonburi (ชลบุรี)
- Prachinburi (ปราจีนบุรี)
- Rayong (ระยอง)
- Sa Kaeo (สระแก้ว)
- Trat (ตราด)